# Пелат
Пела́т, или Пела (фр. Pelat) — горная вершина высотой в 3051 метр над уровнем моря в цепи Южные Альпы между долиной высокогорной реки Вердон на западе, долиной реки Вар на востоке и долиной реки Башляр (Bachelard) на севере на территории Франции (департамент Альпы Верхнего Прованса), недалеко от границы с Италией. По имени этой вершины также назван одноимённый массив. Наивысшая точка находится в центральной зоне национального парка Меркантур. Эта 3000-метровая гора известна как наиболее доступная для восхождения во всех Южных Альпах и привлекающая множество альпинистов, совершающих походы в этом районе.
В 1994 году в рамках всеобъемлющей программы защиты природы были переселены 22 единицы альпийских горных козлов и их передвижение теперь отслеживается по радиоошейникам.

## География и геология
В отличие от своей тёзки в Приморских Альпах, название этой вершины произошло от её свободного от растительности вида, от слова «pelé» — «голый».
Склоны Пелат довольно изломаны и гора состоит из известняка, образованного пелагическим флишем и относится к серии e5, так как известняк присутствует преимущественно до высоты в 500 метров. Нижняя часть горы до высот в 200 метров представлена пластами пелагического известняка, органогенно-обломочного известняка или микробрекчиевого известняка и небольшими нуммулитами. Часть до 300 метров характеризуется песчано-сланцевыми отложениями.
Такой класс гор преобладает в регионе Приморских Альп, где расположен одноимённый массив, и Пела со своей вершиной в 3051 метр доминирует над близлежащими высотами, занимая северо-западную часть географического района. На самом деле, она также является наиболее высокой точкой и цепи Côte-de-l'Âne — Mont Mounier среди всех горных областей, к которым она принадлежит.

## Восхождение
С северного склона горы открывает грандиозный вид на озеро Аллос, наиболее высотное озеро в Европе, находящееся на высоте 2227 метров.
Один из популярных туристических маршрутов через гору Пела проходит к юго-востоку от вершины и ведёт к озеру Аллос, а также к месту под названием Col de la Cayolle. Тропа, хотя на большой высоте местами и очень крутая, но не представляет особых трудностей при прохождении. С верхней части горы при ясной погоде открывается хороший панорамный обзор на гряду Сент-Виктуар на юге и на Монблан на севере.
Другой маршрут идёт через место Conca del Pelat, расположенное к западу от вершины. Пешее восхождение можно начать от озера, где есть удобные горные домики, и куда можно добраться на автомашине.

### Картография
- Carte-guide № 5 «Haute vallée du Var — canton de Guillaumes», échelle 1/25 000, éditée par l’IGN.
- Carte «Alpes de Provence — Tinée-Ubaye», échelle 1/50 000, éditée par l’IGN et les Éditions Didier et Richard, Grenoble, 1973.
- Carte TOP 75 № 75010 «Mercantour», échelle 1/75 000 pour l’ensemble du parc du Mercantour et du secteur alpin des Alpes Maritimes et 1/25 000 pour les sections particulières 1) du col de Pouriac, 2) du mont Pétoumier, 3) de la vallée des Merveilles, 4) du mont Pelat et 5) des Cluots, carte éditée par l’IGN, Paris, 2011.
- Carte TOP 100 № 165 «Nice-Draguignan», échelle 1/100 000, éditée par l’IGN, Paris, 2008.
- Carte № 341 «Alpes Maritimes», échelle 1/150 000, éditée par Cartes et guides Michelin, Paris.
- Carte géologique détaillée de la France : feuille XXXV-40 d’Allos, échelle 1/50 000, éditée par le Service de la carte géologique de France, Paris.